# Nicolas Falacci
Nicolas Falacci é um escritor e produtor de televisão estadunidense. Juntamente com sua esposa e parceira, Cheryl Heuton, ele criou a série de televisão Numb3rs.